# Circonscription de Cowan
La circonscription de Cowan est une circonscription électorale fédérale australienne en Australie-Occidentale. Elle a été créée en 1984 et porte le nom d'Edith Cowan qui fut la première femme à être élue à un Parlement en Australie.
Elle s'étend au nord de Perth et comprend les quartiers de Girrawheen, Greenwood, Kingsley, Landsdale, Marangaroo, Wanneroo et Warwick.
C'est une circonscription disputée entre le Parti libéral et le Parti travailliste. 

## Représentants
| Nom              | Parti        | Période de mandat |
| ---------------- | ------------ | ----------------- |
| Carolyn Jakobsen | Travailliste | 1984–1993         |
| Richard Evans    | Libéral      | 1993-1998         |
| Graham Edwards   | Travailliste | 1998–2007         |
| Luke Simpkins    | Libéral      | 2007–2016         |
| Anne Aly         | Travailliste | 2016–en cours     |

## Résultats des élections
| Parti                            | Parti                        | Candidat                     | Voix    | %     | ±     |
| -------------------------------- | ---------------------------- | ---------------------------- | ------- | ----- | ----- |
|                                  | Travailliste                 | Anne Aly                     | 46 712  | 46,86 | +9,03 |
|                                  | Libéral                      | Vince Connelly               | 30 328  | 30,42 | −9,65 |
|                                  | Verts                        | Isabella Tripp               | 9 829   | 9,86  | −1,22 |
|                                  | Une nation                   | Tyler Walsh                  | 2 839   | 2,85  | −1,81 |
|                                  | UAP                          | Claire Hand                  | 2 423   | 2,43  | +0,18 |
|                                  | Chrétiens                    | Sylvia Iradukunda            | 1 859   | 1,86  | +0,03 |
|                                  | AJP                          | Michael Anagno               | 1M775   | 1,78  | +1,78 |
|                                  | Australie-Occidentale        | Roland Laverack              | 1 714   | 1,72  | +0,52 |
|                                  | Fédération                   | Michael Calautti             | 1 125   | 1,13  | +1,13 |
|                                  | Démocrates libéraux          | Micah van Krieken            | 1 080   | 1,08  | +1,08 |
| Total des suffrages exprimés     | Total des suffrages exprimés | Total des suffrages exprimés | 99 684  | 92,54 | −1,70 |
| Votes nuls                       | Votes nuls                   | Votes nuls                   | 8 039   | 7,46  | +1,70 |
| Participation                    | Participation                | Participation                | 107 723 | 87,86 | −2,83 |
| Résultat de préférence bipartite |                              |                              |         |       |       |
|                                  | Travailliste                 | Anne Aly                     | 60 625  | 60,82 | +9,96 |
|                                  | Libéral                      | Vince Connelly               | 39 059  | 39,18 | −9,96 |
|                                  | Travailliste retenir         | Travailliste retenir         | Swing   | +9,96 |       |